# Javi Guerrero
Javi Guerrero, mit vollem Namen Francisco Javier García Guerrero (* 22. Oktober 1976 in Madrid), ist ein ehemaliger spanischer Fußballspieler, der unter anderem bei Racing Santander und Recreativo Huelva in der spanischen Primera División spielte. Er wurde als Stürmer eingesetzt.

## Spielerkarriere

### Real Madrid
Javi Guerrero begann seine Karriere beim spanischen Rekordmeister Real Madrid. In der Saison 1995/1996 spielte er bei Reals C-Mannschaft in der Segunda División B, danach wurde er in das B-Team Real Madrid Castilla aufgenommen. Für die Saison 1997/1998 lieh man ihn an den FC Terrassa und an Real Jaén aus. Zur Spielzeit 1998/99 kehrte er zu Real Madrid Castilla zurück, das mittlerweile in die 3. Liga abgestiegen war. Nachdem er jedoch in der gesamten Spielzeit keinen Treffer erzielt hatte, verließ er den Verein.

### Profispieler
Im Sommer 1999 ging Javi Guerrero zum spanischen Zweitligisten Albacete Balompié, wo ihm der Durchbruch im Profifußball gelang. Durch seine 20 Tore in 66 Spielen konnte er Atlético Madrid auf sich aufmerksam machen, das in dieser Zeit ebenfalls in der zweiten Liga spielte. Nach seiner Verpflichtung trug er in der Saison 2001/02 mit zehn Toren in 29 Spielen zum Wiederaufstieg des Vereins in die Primera División bei. Im folgenden Jahr ging Javi Guerrero zum Erstligisten Racing Santander, für den er in den folgenden drei Jahren 104 Spiele bestritt und 34 Tore erzielte.

### Die letzten Jahre
Im Sommer 2005 wurde Javi Guerrero vom Erstliga-Aufsteiger Celta Vigo verpflichtet. Nachdem er jedoch in 19 Spielen kein Tor erzielt hatte, verliehen ihn die Galicier 2006 an Recreativo Huelva und verkauften ihn ein Jahr später an diesen Verein. Bei Recreativo Huelva etablierte sich Javi Guerrero als Leistungsträger. Ab 2009 spielte er für UD Las Palmas. 2013 beendete er seine Karriere als Fußballer trotz verbleibenden Jahresvertrags. Danach begann er eine Tätigkeit als Spielbeobachter (Scout) des Vereins.